# يوسبيو
يوسبيو هو لاعب كرة قدم برازيلي في مركز الدفاع، ولد في 22 سبتمبر 1985 في Eusébio, Ceará ‏ في البرازيل. لعب مع أتلتيكو غويانيينسي ونادي سيارا ونادي غواراني ونادي فورتاليزا.